# Cheng Zilong
Cheng Zilong (en chino: 程子龙; 27 de marzo de 2006) es un deportista chino que compite en saltos de plataforma. Ganó tres medallas en el Campeonato Mundial de Natación de 2025, oro en plataforma 10 m sincro y equipo mixto y bronce en trampolín 3 m sincro.

## Palmarés internacional
| Campeonato Mundial | Campeonato Mundial  | Campeonato Mundial | Campeonato Mundial     |
| Año                | Lugar               | Medalla            | Prueba                 |
| ------------------ | ------------------- | ------------------ | ---------------------- |
| 2025               | Singapur (Singapur) | Medalla de oro     | Plataforma 10 m sincro |
| 2025               | Singapur (Singapur) | Medalla de oro     | Equipo mixto           |
| 2025               | Singapur (Singapur) | Medalla de bronce  | Trampolín 3 m sincro   |